# Sapromyza paramerata
Sapromyza paramerata är en tvåvingeart som beskrevs av Shatalkin 1993. Sapromyza paramerata ingår i släktet Sapromyza och familjen lövflugor. Inga underarter finns listade i Catalogue of Life.